# Ossia

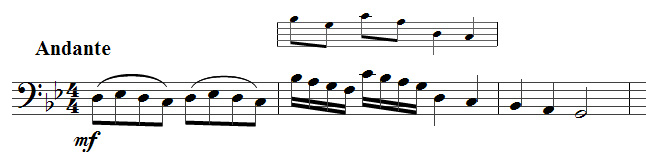
Мелодия с двумя вариантами исполнения

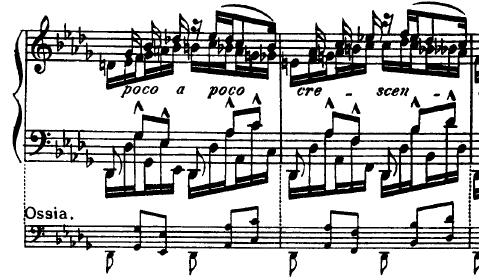
«Ossia» в «Восточной фантазии» Балакирева

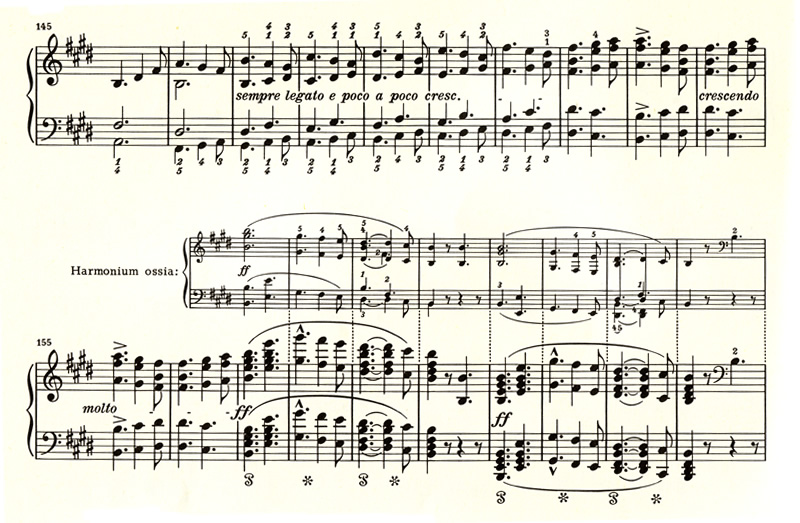
Ференц Лист, «Годы странствий»

Ossia ― музыкальный термин, обозначающий допустимый вариант исполнения какого-либо отрывка произведения. Понятие «ossia» происходит от итальянского слова, означающего «возможный вариант»; изначально это слово писалось как «o sia» (в переводе ― «или же»).

## Использование
Пассажи с пометкой «ossia» весьма распространены в оперных сочинениях и композициях для фортепиано соло. Обычно они представляют собой облегчённую версию пассажа, сложного для исполнения, но, например, в уртекстовом издании «Восточной фантазии» Милия Балакирева есть «ossia» обоих типов (более простая и более сложная). В вокальной музыке бельканто также часто используется обозначение «ossia» (такие ходы имеют название oppure), иллюстрирующая более украшенную версию вокальной линии.
С другой стороны, пометка «ossia» не всегда указывает на упрощение исполнения; так, фортепианная сольная музыка Ференца Листа полна различными вариантами виртуозных мелодических пассажей, часто одинаковых по сложности. Это отражает желание Листа дать пианисту свободу выбора во время игры композиций. 
Многие каденции в музыкальной литературе также имеют несколько вариантов исполнения. Например, второй вариант каденции в Концерте для фортепиано с оркестром № 3 Рахманинова является более технически сложным, нежели её основная версия. Сам композитор предпочитал на выступлениях играть облегчённый вариант.
Необычное использование ossia можно найти в Концерте для скрипки с оркестром Альбана Берга, где в партии скрипки существует несколько вариантов исполнения одной и той же секции. При выборе солистом одного из вариантов оркестр должен сыграть мотив, «дополняющий» эту партию (композитор прописал несколько вариантов «разложения» нот одной и той же мелодии для скрипки и оркестра).
Такты с пометкой «ossia» обычно пишутся над основным вариантом исполнения, но бывают и исключения.